# Natalus jamaicensis
Natalus jamaicensis é uma espécie de morcego da família Natalidae. Endêmica da Jamaica.